# Kazimierz Czachowski
Kazimierz Stanisław Czachowski, ps. Kazimierz Cz., Dionizy, K. Czach, Adam Korabski, Ludowiec (ur. 28 listopada 1890 w Łyszkowicach k. Łowicza, zm. 17 sierpnia 1948 w Krakowie) – polski historyk literatury, krytyk literacki.

## Życiorys
Pochodził z rodziny inteligenckiej, był synem Leonarda i Heleny z Rutkowskich. Kształcił się w gimnazjach w Warszawie, Lwowie i Vevey. Studiował w Szkole Rolniczej w Taborze (1908–1912) i w Warszawie. Po studiach pracował w zawodzie, prowadząc m.in. własne gospodarstwo pod Ciechanowem. W latach 1912–1913 odbył studia filologiczne w Towarzystwie Kursów Naukowych w Warszawie, m.in. pod kierunkiem Bronisława Chlebowskiego. Publikował artykuły na tematy społeczne i rolnicze w czasopismach „Zarzewie” (1910–1911) i „Gazeta Rolnicza” (1912–1914). W 1917 redagował tygodnik „Lud Miechowski”. Pracował następnie jako urzędnik w spółdzielni robotniczo-handlowej (do 1919).
W 1926 zamieszkał w Krakowie, gdzie pracował w zarządzie majątków Polskiej Akademii Umiejętności. Od schyłku lat 20. zajmował się krytyką literacką w prasie codziennej i literackiej. Współpracował z czasopismami „Wiadomości Literackie” (od 1925), „Gazeta Literacka” (od 1926), „Czas” (od 1927), „Kuryer Literacko-Naukowy” (od 1927), „Gazeta Polska” (od 1930).
Podczas II wojny światowej mieszkał w Krakowie. W latach 1945–1946 był dyrektorem Departamentu Literatury i Biura Współpracy Kulturalnej z Zagranicą w Ministerstwie Kultury i Sztuki. Od 1945 przewodniczył Oddziałowi Krakowskiemu Związku Zawodowego Literatów Polskich. W latach 1946–1947 pełnił funkcję prezesa całego Związku. Od 1945 był członkiem korespondentem Towarzystwa Naukowego Warszawskiego. W latach powojennych publikował m.in. w pismach „Dziennik Polski”, „Odrodzenie”, „Rzeczpospolita”.
Był żonaty, miał syna i córkę .
Zmarł 17 sierpnia 1948 w Krakowie, pochowany na cmentarzu Salwatorskim (kwatera SC13-1-18).

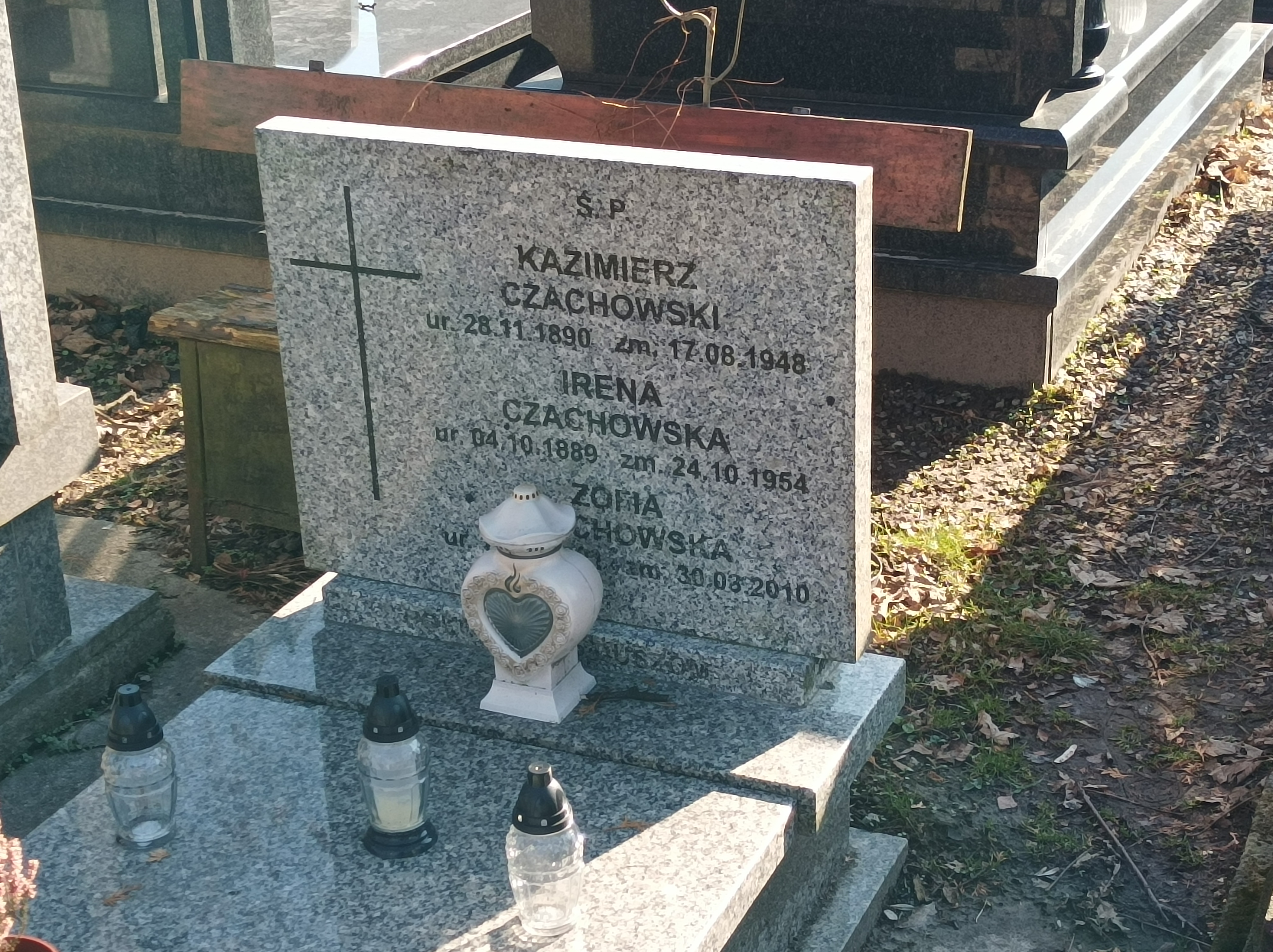
Grób Kazimierza Czachowskiego na cmentarzu Salwatorskim w Krakowie

## Twórczość
Szczególnie interesował się literaturą polskiego pozytywizmu i modernizmu. Zgromadził obszerne dane dotyczące twórczości w okresie międzywojennym (w tym dane bibliograficzne). Przygotował syntezę życia i twórczości Sienkiewicza. Był autorem monografii wielu pisarzy polskich przełomu XIX i XX wieku (takich jak Adolf Dygasiński, Maria Rodziewiczówna, Wacław Sieroszewski, Jan Kasprowicz). Prowadził studia nad W poszukiwaniu straconego czasu Prousta, Czarodziejską Górą Manna, Sagą rodu Forsytów Galsworthy’ego. Był autorem przekładu m.in. Portretu Doriana Graya Wilde’a (1928).
Jako krytyk zajmował się poezją, dramatem i prozą dwudziestolecia, publikując w niektórych latach ok. 130 artykułów i recenzji. Pisał jednocześnie książki wymagające rozległych badań, wśród których była synteza Obraz współczesnej literatury polskiej 1884–1933.

## Wybrane publikacje
- Jan Kasprowicz. Próba bibljografji (1929)[6]
- Literatura francuska w przekładach Boya Żeleńskiego (1930)[7]
- Henryk Sienkiewicz. Obraz twórczości (1931)[8]
- Juliusz Kaden-Bandrowski (1931)
- Współczesna powieść polska (1931)
- Wacław Sieroszewski. Człowiek i patriota (1933)[9]
- Obraz współczesnej literatury polskiej 1884–1933 (1934–1936, 3 tomy)[10]
- Marja Rodziewiczówna na tle swoich powieści (1935)[11]
- Najnowsza polska twórczość literacka 1935–1937 (1938)[12]
- Między romantyzmem a realizmem (1967)

## Odznaczenia
- Złoty Krzyż Zasługi (10 listopada 1938)[13]
- Złoty Wawrzyn Akademicki (4 listopada 1937)[14]